# 維克托·安德烈耶維奇·克拉夫琴科
維克托·安德烈耶维奇·克拉夫琴科（烏克蘭語：Ві́ктор Андрі́йович Кра́вченко，1905年10月11日—1966年2月25日）乌克兰出生的苏联叛逃者，1946年出版了《我选择自由》一书，成为畅销书，该书描述了苏联生活的现状。克拉夫琴科于二战期间投诚美国，并开始写作关于自己担任苏联共产党官员的经历。